# John Gilbert (peintre)
Pour les articles homonymes, voir John Gilbert.
John Gilbert (1817 - 1897) est un peintre, illustrateur et graveur britannique.

## Biographie
John Gilbert est né le 21 juillet 1817 à Blackheath dans le Surrey en Angleterre.
Gilbert commence comme employé chez un marchand de biens. Par ailleurs, il apprend l'art de la gravure de reproduction de lui-même, et bien qu'il maîtrise l'aquarelle et l'huile, il ne parvient pas à entrer à la Royal Academy.
Autodidacte, il reçoit sa seule formation formelle du peintre George Lance. Le mécène Thomas Sheepshanks et l'artiste irlandais William Mulready ont émis l'hypothèse que Gilbert a bien appris de lui-même la gravure sur bois.
Habile dans diverses techniques, Gilbert reçut au cours de sa carrière le surnom de « the Scott of paintings » (le Walter Scott de la peinture). Il est principalement connu pour ses dessins et ses gravures sur bois qu'il produisait pour The Illustrated London News.
Il expose à la Royal Society of British Artists à partir de 1836 et à la Royal Academy à partir de 1838.
Il commence à fournir des illustrations d'abord pour Punch, puis pour The Illustrated London News et The London Journal (en), pour lesquels il produit une grande quantité de gravures sur bois.
Il illustre aussi de nombreux livres, parmi les plus importants poètes anglais, dont l'œuvre complète de Shakespeare pour laquelle il compose près de 750 dessins originaux.
Il devient président de la Royal Watercolour Society en 1871.
Il expose environ 400 aquarelles et peintures dans différentes sociétés d'artistes.
En 1872, il est fait chevalier et est désormais appelé « Sir John Gilbert ». Il est enfin admis comme académicien à la Royal Academy en 1876.
Le concours Gilbert-Garret Competition for Sketching Clubs — qui porte son nom et dont il est le premier président —, est inauguré en 1870 à la Saint Martin's School of Art.
Mort en 1897, John Gilbert est enterré aux cimetières Brockley et Ladywell (en), à Lewisham (dans le borough londonien de Lewisham).

## Ouvrages illustrés
Gilbert a notamment illustré :
- William Shakespeare, Song and sonnets (Londres, S. Low, Marston, Searle, & Rivington, 1862)[5]
- Charles Lamb, Tales from Shakspeare (Londres, Richard Clay & Sons, Bread Street Hill, 1866)

Près de soixante huiles sur toile de John Gilbert sont conservées dans les diverses collections nationales britanniques.

Choix de peintures et gravures de John Gilbert
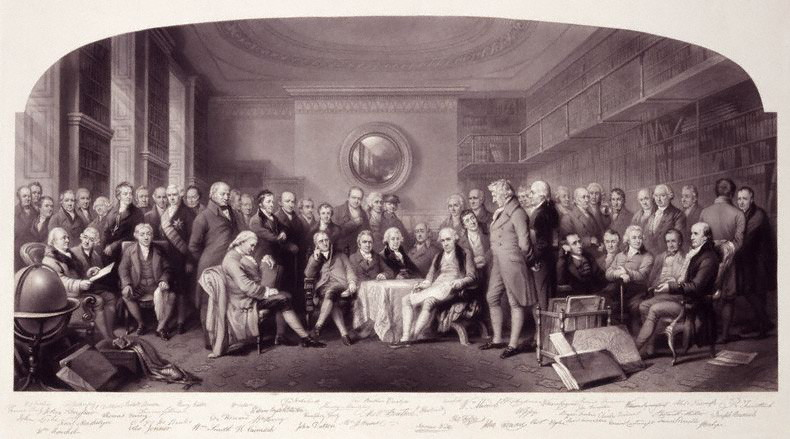
Gravure de George Zobel et William Walker d'après Men of Science Living in 1807-8 de Sir John Gilbert, Frederick John Skill, William Walker et Elizabeth Walker (née Reynolds). Gilbert est le huitième homme debout en partant de la gauche[7].
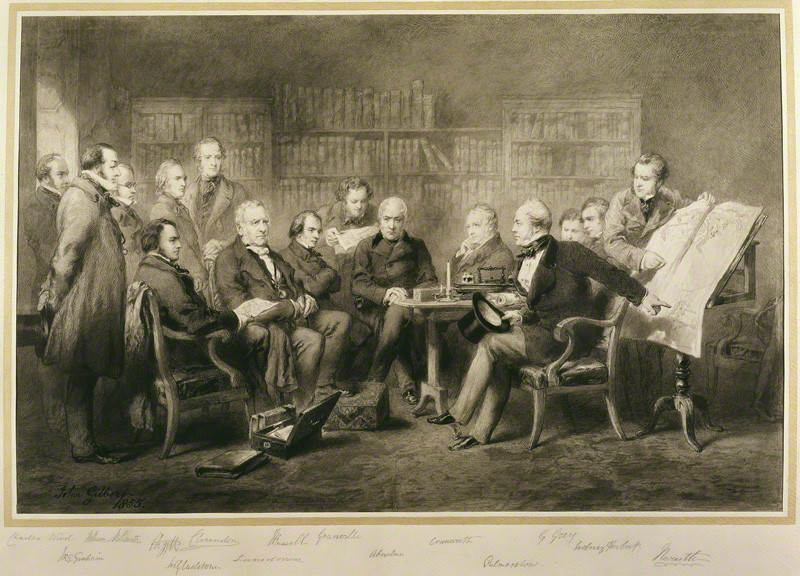
Coalition de 1854 (coalition de gouvernement lors de la guerre de Crimée)
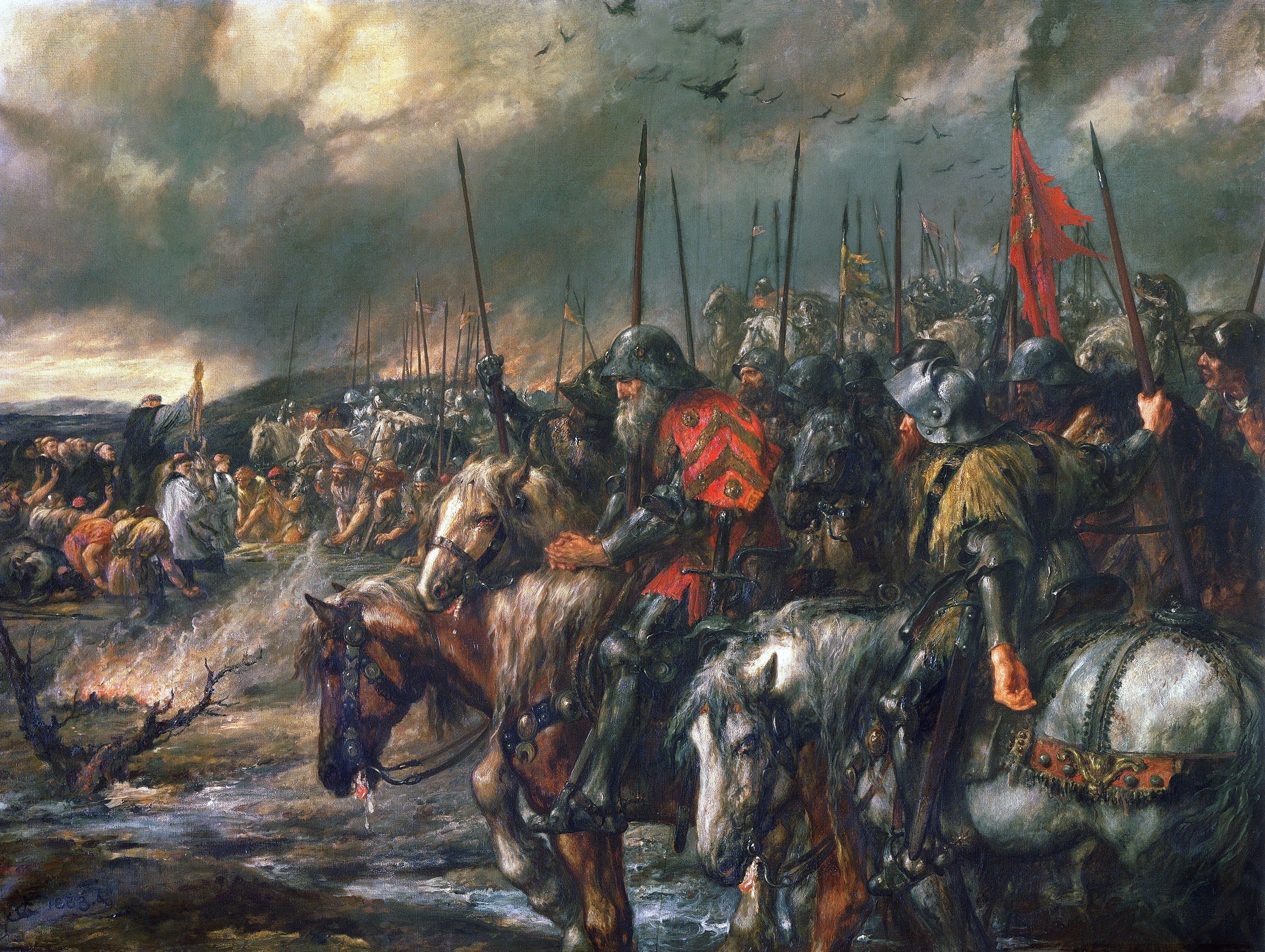
Le Matin précédent la bataille (1884)
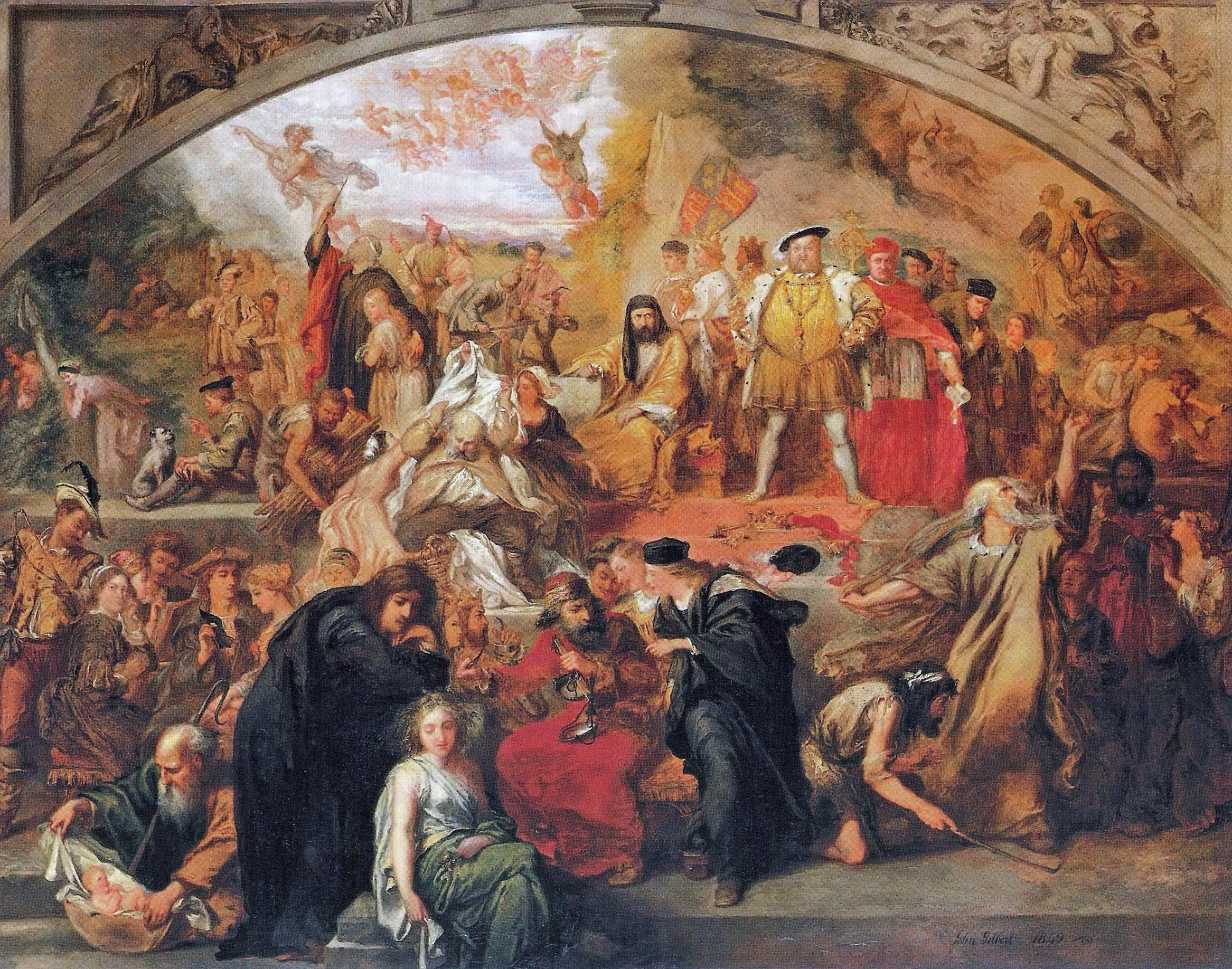
Les Pièces de William Shakespeare (peinture allégorique, 1849)